# 마리오 사비오
마리오 사비오(Mario Savio, 1942년 12월 8일 – 1996년 11월 6일)는 미국의 사회 운동가이자 캘리포니아 대학교 버클리 자유 언론 운동의 핵심 멤버였다. 그는 열정적인 연설, 특히 1964년 12월 2일 캘리포니아 대학교 버클리 스프롤 홀에서 행한 "기어 위의 몸들"(Bodies Upon the Gears) 연설로 가장 유명하다.
사비오는 1960년대 반문화 운동의 초기 단계의 아이콘으로서 역사적으로 중요한 인물로 남아 있다.

## 어린 시절
사비오는 뉴욕에서 시칠리아 태생의 이탈리아계 미국인 아버지와 베네토주 출신의 미국에서 태어난 어머니 사이에서 태어났다. 아버지는 식당 설비를 설계하고 제조했으며, 어머니는 소매 판매업에 종사했다. 그의 부모님은 모두 독실한 가톨릭교도였으며, 사비오는 복사로서 사제가 될 계획을 세웠다.
그는 1960년 퀸스의 마틴 밴 뷰렌 고등학교를 수석으로 졸업했다. 그는 전액 장학금을 받고 맨해튼 칼리지에 진학했고, 이후 뉴욕 시립 대학교 퀸스 칼리지에 다녔다. 1963년에 졸업한 후, 그는 멕시코 탁스코에서 여름 동안 가톨릭 구호 단체와 함께 빈민가의 위생 문제를 개선하기 위해 시설을 건설하는 일을 했다.
그의 부모님은 로스앤젤레스로 이주했고, 1963년 말 그는 캘리포니아 대학교 버클리에 입학했다. 1964년 3월, 그는 샌프란시스코 호텔 협회가 흑인들에게 비하적인 직업 외의 일자리를 제공하지 않는 것에 반대하는 시위 중 체포되었다. 그는 다른 167명의 시위자들과 함께 불법 침입 혐의로 기소되었다. 감옥에 있는 동안 한 감방 동료가 그에게 그해 여름 미시시피주로 가서 미국의 흑인 민권 운동 프로젝트를 도울 계획이 있느냐고 물었다.

## 사회 운동
1964년 중반, 그는 미시시피에서 자유 여름 프로젝트에 참여하여 아프리카계 미국인의 유권자 등록을 돕는 데 기여했다. 그는 또한 매콤 (미시시피주)에서 흑인 아동들을 위한 자유 학교에서 가르쳤다. 7월에 사비오와 또 다른 백인 민권 운동가, 그리고 흑인 지인 한 명이 잭슨의 길을 걷다가 두 남자에게 공격을 받았다. 그들은 경찰에 신고했고 FBI가 개입하게 되었다. 그러나 사건은 최근 1964년 민권법에 서명한 린든 B. 존슨 대통령이 FBI에게 민권 침해로 조사하도록 허용할 때까지 진전되지 않았다. 결국 공격자 중 한 명이 발견되어 경범죄 폭행 혐의로 기소되었고 50달러의 벌금을 부과받았다.
사비오는 이 시위들에 참여한 후 자신이 목격한 폭력에 맞서 더 싸우겠다는 영감을 얻었다. 그는 미국 남부의 폭력과 인종차별이 전국적인 사회경제적 헤게모니의 가시적인 측면이라고 보게 되었다. 미시시피에서 돌아온 사비오는 학생 비폭력 조정 위원회를 위한 기금을 모으려 했으나, 대학이 모든 정치 활동과 기금 모금을 금지했다는 사실을 알게 되었다. 그는 1964년 칼린 바커에게 어느 편에 설 것인지의 문제라고 말했다. "우리는 민권 운동 편에 서 있을까요? 아니면 캘리포니아 버클리의 편안함과 안정으로 돌아가 몇 주 전 함께 일했던 소작농들을 잊어버릴까요? 글쎄요, 우리는 잊을 수 없었습니다."
버클리 캠퍼스에서 사비오의 시위 참여는 1964년 10월 1일, 전 대학원생 잭 와인버그가 인종 평등 회의(CORE)의 테이블에서 일하고 있을 때 시작되었다. 와인버그는 신분증 제공을 거부하여 체포되었다. 대학 경찰이 그를 경찰차에 태웠을 때, 주변 군중 속에서 누군가가 "앉으면 다 더 잘 보일 거야"라고 외쳤다. 곧 경찰차 앞뒤에 있던 사람들이 "앉아!"라는 외침이 군중을 통해 메아리치면서 앉기 시작했고, 그 차는 광장에 갇히게 되었다. 사비오는 32시간 동안의 연좌 농성 중 다른 사람들과 함께 경찰차 위로 올라가(차에 긁힘을 방지하기 위해 신발을 벗은 후에), 군중을 격앙시키는 연설을 했다.
그가 마지막으로 경찰차에 올라선 것은 UC 총장 클라크 커와 단기적인 합의가 이루어졌다는 것을 군중에게 알리기 위함이었다. 사비오는 군중에게 "조용하고 위엄 있게 일어나서 집으로 가십시오"라고 말했다. 사비오는 새로 결성된 자유 언론 운동의 저명한 지도자가 되었다. 협상은 상황을 바꾸는 데 실패했고, 따라서 12월 2일 스프롤 홀에서 직접 행동이 시작되었다. 그곳에서 사비오는 4,000명의 사람들 앞에서 그의 가장 유명한 연설인 "기어 위의 몸들"을 했다. 그와 800명 이상의 사람들이 그날 체포되었다. 1967년, 그는 산타 리타 교도소에서 120일 형을 선고받았다. 그는 기자들에게 "다시 할 것"이라고 말했다.
1965년 4월, 그는 "자유 언론 운동 지도부와 학생들 자신 사이의 격차가 커지는 것에 실망하여" 자유 언론 운동을 그만두었다.

### "기어 위의 몸들" 연설
"기계의 작동"으로도 알려진 이 연설은 사비오의 가장 잘 알려진 작품일 것이다. 그는 1964년 12월 2일 스프롤 홀 계단에서 연설했다.
우리는 다음과 같은 말을 들었습니다. 커 총장이 전화 통화에서 섭정 위원회로부터 더 자유로운 것을 얻으려 실제로 노력했다면, 왜 그는 그 효과에 대해 어떤 공개 성명도 내지 않았는가? 그리고 우리가 친절한 자유주의자로부터 받은 답변은 다음과 같았습니다. 그는 말했습니다. '기업의 관리자가 이사회에 반대하는 성명을 공개적으로 발표하는 것을 상상이나 할 수 있습니까?' 그게 답변입니다!
글쎄요, 저는 여러분에게 생각해 보라고 요청합니다. 만약 이것이 기업이고, 섭정 위원회가 이사회이며, 커 총장이 실제로 관리자라면, 제가 여러분에게 한 가지 말해드리겠습니다. 교수진은 한 무리의 직원들이고, 우리는 원료입니다! 하지만 우리는 어떤 과정도 겪으려 하지 않는 원료들입니다. 어떤 제품으로도 만들어지려 하지 않습니다. 대학의 어떤 고객이든, 정부든, 산업이든, 조직 노동이든, 누구든 우리를 사들이려 하지 않습니다! 우리는 인간입니다!
기계의 작동이 너무나 끔찍하고, 당신의 마음을 너무나 아프게 하여, 당신이 더 이상 참여할 수 없는 때가 있습니다! 수동적으로라도 참여할 수 없는 때가 있습니다! 그리고 당신은 기어 위에, 바퀴 위에... 레버 위에, 모든 장치 위에 당신의 몸을 던져야 합니다! 그리고 당신은 그것을 멈춰야 합니다! 그리고 당신은 그것을 운영하는 사람들에게, 그것을 소유한 사람들에게, 당신이 자유롭지 않다면, 기계는 전혀 작동하지 않을 것이라고 알려야 합니다!

### FBI 감시
1999년, 언론은 사비오가 잭 와인버그가 구금된 경찰차에 올라탄 순간부터 FBI의 미행을 받았다는 사실을 폭로했다. 그는 국가에서 가장 저명한 학생 지도자로 떠올랐기 때문에 10년 넘게 미행당했다. 괴롭힘 전화 통화를 피하기 위해 사비오는 전화번호부에 호세 마르티, 월리스 스티븐스, 데이비드 봄과 같은 가명으로 자신을 등록하는 습관이 있었고, FBI는 이 또한 기록했다. 사비오가 국가 안보에 위협이 되거나 미국 공산당과 관련이 있다는 증거는 없었지만, FBI는 그가 학생들을 선동하여 반란을 일으킬 수 있다고 생각했기 때문에 그의 주의를 기울일 가치가 있다고 판단했다.
그가 자유 언론 운동을 떠난 후에도 FBI는 그를 버클리 사무실로 불렀다. 그들은 사비오에게 그에게 위협적인 내용의 편지를 받았다고 말했지만, 그의 변호사가 있는 동안에는 말하지 않았다. 그러나 사비오는 요원들과 단둘이 있는 것에 동의하지 않았고, 대신 FBI가 "미국 남부에서 매일 인권이 침해당하는 곳에서 체포 및 조치를 취하지 않은 것"을 비판했다. 이 시점에서 회의는 종료되었다.
수백 페이지에 달하는 FBI 파일에 따르면, 수사국은 다음과 같이 했다.
- 법원 명령 없이 학교, 전화 회사, 공공 서비스 회사 및 은행으로부터 사비오의 개인 정보를 수집하고 그의 결혼 및 이혼에 대한 정보를 취합했다.
- 정치 단체에 심어놓은 정보원, 이웃, 집주인, 고용주에게 은밀히 연락하고, 교수, 언론인, 활동가로 위장한 요원을 이용해 그와 그의 아내를 인터뷰하는 방식으로 그의 일상 활동을 감시했다.
- 연방 규정을 위반하여 미국 국세청으로부터 그의 세금 보고서를 입수하고, 그를 대통령에 대한 위협으로 잘못 분류했으며, 그와 그의 가족이 유럽을 여행할 때 CIA 및 해외 정보 기관이 그를 조사하도록 주선했다.
- 국가 비상사태 발생 시 사법 영장 없이 구금할 사람들의 무허가 목록에 그를 올렸고, 그의 정치 활동이 국의 불법 방첩 프로그램인 코인텔프로 하에서 "방해"되고 "무력화"되어야 하는 "핵심 운동가"로 지정했다.[13]

FBI의 사비오 수사는 1975년 초 FBI의 권력 남용에 대한 조사가 시작되면서 마침내 종료되었다. 사비오의 전처 수잔 골드버그는 자신과 사비오에 대한 FBI의 조사가 "돈 낭비이자 사생활 침해"라고 말했다.

## 물리학, 교육 경력 및 사망
1965년부터 사망할 때까지 사비오는 버클리에서 판매원, 소노마 주립 대학교 강사 등 다양한 직업을 가졌다. 1965년 그는 자유 언론 운동에서 만난 수잔 골드버그와 결혼했다. 결혼 두 달 후, 사비오가 옥스퍼드 대학교 장학금을 받으면서 그들은 영국으로 이사했다. 그곳에서 그들은 첫 아이 스테판을 낳았다. 사비오는 옥스퍼드에서 학위를 마치지 못했고, 1966년 2월 캘리포니아로 돌아왔다. 1968년 그는 평화 자유당 소속으로 앨러미다 카운티 주 상원 의원 선거에 출마했지만, 자유주의 미국 민주당 소속인 니콜라스 C. 페트리스에게 패배했다.
1970년 4월 사비오 부부는 둘째 아들 나다브를 낳았지만, 얼마 지나지 않아 (1972년 4월) 화해할 수 없는 차이를 이유로 이혼 소송을 제기했다. 그 후 그는 심각한 정서적 문제의 시기를 겪었다. 그의 친구 재키 골드버그(전 자유 언론 운동 지도자이자 그의 아내와는 무관)에 따르면, 사비오는 그녀의 집 문 앞에 노숙자 신세로 나타났으며, 그녀는 그가 "매우 좋지 않은 정서적 상태"에 있음을 발견했다. 사비오는 우울증을 앓고 있었고, 1973년 2월 FBI는 그가 UCLA 메디컬 센터에 입원했다고 통보받았다.
1980년에 그는 자유 언론 운동 시절의 오랜 지인이었던 린 홀랜더와 재혼했다. 그 후 그는 샌프란시스코 주립 대학교에서 학업을 재개했다. 1984년에는 물리학 분야에서 최우등으로 학사 학위를 받았고, 1989년에는 석사 학위를 취득했다. 사비오는 우수한 학생이었고, 한 교수는 그의 이름을 따서 정리를 명명하기도 했다. 1990년 사비오와 홀랜더는 10살 된 아들과 함께 소노마군으로 이주하여, 사비오는 소노마 주립 대학교에서 수학, 철학, 논리학을 가르쳤다. 사비오는 일반적으로 캠퍼스에서 눈에 띄지 않게 지냈지만, 학생 등록금 인상에 반대하는 학생들과 함께 시위에 참여하기도 했다.
사비오는 심장 질환 병력이 있었고, 소노마 주립 대학교의 당시 총장 루벤 아르미냐나와의 격렬하고 길어진 공개 토론 다음 날 심장마비를 겪었다. 그는 1996년 11월 2일 세바스토폴 (캘리포니아주)의 컬럼비아-팜 드라이브 병원에 입원했다. 11월 5일 혼수 상태에 빠졌고, 다음 날 생명 유지 장치를 제거한 직후 사망했다.

## 유산
마리오 사비오를 기리기 위해 그의 사망 후 기념 강연 기금이 설립되었다. 마리오 사비오 기념 강연 기금은 매년 캘리포니아 대학교 버클리 캠퍼스에서 강연을 개최한다. 과거 강연자로는 하워드 진, 위노아 라두크, 라니 기니어, 바버라 에런라이히, 알리 러셀 혹실드, 코넬 웨스트, 크리스토퍼 히친스, 애덤 혹실드, 에이미 굿먼, 몰리 아이빈스, 제프 장, 톰 헤이든, 앤절라 데이비스, 시모어 허시, 로버트 F. 케네디 주니어, 나오미 클라인, 엘리자베스 워런, 로버트 라이시, 그리고 밴 존스가 있다.
기념 기금은 또한 인권과 사회 정의에 대한 깊은 헌신과 리더십 능력, 창의성, 청렴성이라는 자질을 갖춘 뛰어난 젊은 활동가를 기리기 위해 마리오 사비오 젊은 활동가 상을 제정했다.
1997년, 그가 가장 유명한 연설을 했던 스프롤 플라자의 계단은 공식적으로 "마리오 사비오 계단"으로 이름이 바뀌었다. 버클리 캠퍼스의 자유 언론 운동 카페는 그를 기린다.
2010년 10월 9일, 미국의 록 밴드 린킨 파크는 "Wretches and Kings"라는 곡을 발매했는데, 이 곡의 시작과 끝에는 마리오 사비오의 "기어 위의 몸들" 연설에서 발췌한 두 부분이 담겨 있다.
2011년 3월 12일, 핵티비즘 단체인 어나니머스가 연방준비제도, 국제 통화 기금, 국제결제은행 및 세계은행에 대한 공격인 엠파이어 스테이트 반란을 발표한 끝에 사비오의 연설 발췌문이 포함되었다. 2011년 후반 미국에서 월가 점령 시위가 시작된 이래, 사비오의 연설과 그의 행동주의는 여러 차례 인용되었다.
2012년 10월 16일, 세바스토폴 시의회는 다운타운 플라자를 "마리오 사비오 자유 언론 플라자"로 재헌정했다. 2012년 11월 15일, 소노마 주립 대학교 캠퍼스에 "마리오 사비오 연설자 코너"가 헌정되었다. 기념식에서 린 홀랜더 사비오는 청중에게 "여러분이 믿는 대의를 위해 품위와 책임감을 가지고 옹호하고 조직하기 위해 이 자유 연설 코너를 자주 사용하시길 바랍니다"라고 말했다.
마리오 사비오의 영상은 1990년 다큐멘터리 영화 버클리 인 더 식스티스에 크게 다루어졌다.

### 참고 문헌
- Rorabaugh, William J. (1989). 《Berkeley at War: The 1960s》. Oxford: Oxford University Press. ISBN 0198022522.
- Rosenfeld, Seth (2012). 《Subversives: The FBI's War on Student Radicals, and Reagan's Rise to Power》. London: Macmillan. ISBN 978-1429969321.

## 더 읽어보기
- 로버트 코헨, Freedom's Orator: Mario Savio and the Radical Legacy of the 1960s (Oxford University Press, 2009). ISBN 978-0-19-518293-4
- 로버트 코헨, 편저, The Essential Mario Savio: Speeches and Writings that Changed America (University of California Press, 2014) ISBN 978-0-520-28337-4
- 로버트 코헨 및 레지날드 E. 젤닉, 편저, The Free Speech Movement: Reflections on Berkeley in the 1960s (University of California Press, 2002). ISBN 0-520-23354-9
- 핼 드레이퍼, Berkeley: The New Student Revolt, 마리오 사비오 서문. Grove Press, 1965. 2005년 Center for Socialist History에서 재출판.
- 마리오 사비오, 유진 워커, 라야 두나옙스카야, The Free Speech Movement and the Negro Revolution, 팸플릿 (1965년) 밥 모세와 조엘 L. 핌슬러 기고.
- 라스킨, 요나 (December  1, 2014). “The Passion of Mario Savio”. 《디센트》. September 18, 2017에 확인함.